# Une cliente pas sérieuse
Pour plus de détails, voir Fiche technique et Distribution.
Une cliente pas sérieuse est un film français de moyen métrage réalisé par René Gaveau, sorti en 1934.

## Synopsis
Le pharmacien Schlamp se fait du mouron et il a raison : il a vendu à une mère de famille une potion à base de chlorhydrate de morphine en lieu et place de celle censée contenir du bismuth et de la fleur d'oranger. 

## Fiche technique
- Titre de tournage : Le Pharmacien
- Réalisation : René Gaveau
- Scénario : d'après la pièce en un acte et treize scènes Le Pharmacien de Max Maurey, créée le 11 décembre 1909 à la Comédie-Royale (aujourd'hui Comédie-Caumartin et éditée dans le magazine Je sais tout du 15 août 1910, avec des illustrations de Francisque Poulbot
- Directeur de la photographie : Christian Jean
- Montage : Mireille Bessette
- Son : Georges Gérardot
- Production : Les Films Artistiques Français
- Distribution : Consortium du Cinéma, Films Cinéma
- Pays d'origine :  France
- Format : Noir et blanc - 35 mm - 1,37:1 - Pellicule Kodak - Système d'enregistrement : Caméréclair-Radio
- Durée : 34 minutes
- Genre : Comédie
- Date de sortie : 
  - France - 1934

## Distribution
- Paul Pauley : le pharmacien Schlamp
- Marguerite Ducouret
- Raymond Rognoni
- Pierre-Louis
- Georges Bever
- Henriette Lafont
- Jacques Bernier